# 蒙古沙棘
蒙古沙棘（学名：Hippophae rhamnoides subsp. mongolica）为胡颓子科沙棘属沙棘的亚种。分布于中国大陆的新疆等地，生长于海拔1,800米至2,100米的地区，见于河漫滩，目前尚未由人工引种栽培。